# 2014 Forest Hills Drive
2014 Forest Hills Drive é o terceiro álbum de estúdio do rapper norte-americano J. Cole, lançado a 9 de Dezembro de 2014 através da  Dreamville Records, Roc Nation e Columbia Records. O disco estreou na primeira posição da tabela musical Billboard 200, com 354 mil unidades vendidas na semana de estreia.
2014 Forest Hills Drive recebeu críticas geralmente positivas de críticos que admiraram seu ambicioso conceito, produção e letras. O álbum estreou em primeiro lugar nos EUA Billboard 200, vendendo 353.000 cópias em sua primeira semana. Em setembro de 2015, o álbum vendeu um milhão de cópias nos Estados Unidos. O álbum foi certificado  tripla platina pela Recording Industry Association of America (RIAA) em maio de 2019.
O álbum ganhou o  Álbum do Ano no 2015 BET Hip Hop Awards e o Billboard Music Award de Melhor Álbum de Rap o 2015 Billboard Music Awards. Foi indicado ao Melhor Álbum de Rap no 2016 Grammy Awards. O single "Apparently" foi indicado ao  Melhor Performance de Rap no Grammy Awards de 2016.

## Plano de fundo
O título do álbum é o endereço de uma casa em Fayetteville, Carolina do Norte, onde Cole morou desde a juventude, até 2003. Cole morava na propriedade com sua mãe, seu irmão e seu padrasto, e foi o local onde Cole escreveu algumas de suas primeiras canções e decidiu seguir a carreira de músico.
Em 2014, Cole comprou a casa, e foi a primeira casa que comprou. O título do álbum é usado para narrar a educação de Cole e a transição da saída da Carolina do Norte para Nova York; ele luta contra as transições que foram feitas para encontrar seu sucesso e fama na indústria musical. Cole logo ofereceu a casa por um preço de aluguel "extremamente barato", na esperança de que qualquer residente em dificuldades pudesse usá-la para progredir em suas vidas, sem ter que se preocupar com mudanças frequentes, uma experiência que Cole passou devido a frequentes dificuldades financeiras.

## Listas de Musicas
Créditos adaptados de Tidal.
| 2014 Forest Hills Drive track listing |                      |                                        |         |  |
| N.º                                   | Título               | Producer(s)                            | Duração |  |
| 1.                                    | "Intro"              | J. Cole Ron Gilmore [b]                | 2:09    |  |
| 2.                                    | "January 28th"       | Cole Nick Paradise [b] Dré Charles [b] | 4:02    |  |
| 3.                                    | "Wet Dreamz"         | Cole                                   | 3:59    |  |
| 4.                                    | "03' Adolescence"    | Willie B                               | 4:24    |  |
| 5.                                    | "A Tale of 2 Citiez" | Vinylz                                 | 4:29    |  |
| 6.                                    | "Fire Squad"         | Cole Vinylz [b]                        | 4:48    |  |
| 7.                                    | "St. Tropez"         | Cole                                   | 4:17    |  |
| 8.                                    | "G.O.M.D."           | Cole                                   | 5:01    |  |
| 9.                                    | "No Role Modelz"     | Phonix Beats Cole [b]                  | 4:52    |  |
| 10.                                   | "Hello"              | Cole Pop Wansel [a] J Proof [a]        | 3:39    |  |
| 11.                                   | "Apparently"         | Cole                                   | 4:53    |  |
| 12.                                   | "Love Yourz"         | Illmind                                | 3:31    |  |
| 13.                                   | "Note to Self"       | Cole [a] Gilmore [a]                   | 14:35   |  |
| Duração total:                        | Duração total:       | Duração total:                         | 64:39   |  |

Notas
- ↑[a]  significa um coprodutor
- ↑[b]  significa um produtor adicional
- "28 de janeiro" contém vocais adicionais de Kaye Fox
- "A Tale of 2 Citiez" contém vocais de fundo adicionais de Kaye Fox, T.S. Rose Desandies e Yolanda Renée
- "St. Tropez" contém vocais de fundo adicionais de T.S. Rosa Desandies
- "No Role Modelz" contém vocais de fundo adicionais de Kaye Fox
- "Hello" contém vocais de fundo adicionais de Kaye Fox
- "Note to Self" contém vocais adicionais de T.S. Rose Desandies e Yolanda Renee

Créditos de amostra
- "January 28th" contém uma amostra de "Sky Restaurant", escrita por Yumi Arai e Kunihiko Murai e interpretada por Hi-Fi Set.
- "Wet Dreamz" contém uma amostra de "Mariya", escrita por Charles Simmons e interpretada por Family Circle; e uma amostra de "Impeach the President", escrita por Roy Hammond e interpretada por The Honey Drippers.
- "03' Adolescência" contém uma amostra de "Here's That Rainy Day", escrita por Johnny Burke e Jimmy Van Heuse, e tocada por Sonia Rosa e Yuji Ono.
- "Fire Squad" contém uma amostra de "Heart Breaker", escrita por Mark Farner e interpretada por Aguaturbia.
- "St. Tropez" contém uma amostra de "That's All Right With Me", escrita por Mayfield Small e interpretada por Esther Phillips; e uma amostra de "Sister Sanctified", interpretada por Stanley Turrentine e Milt Jackson; e contém uma interpolação de "Hollywood", escrita por Andre Fischer e Dave Wolinski, e interpretada por Rufus e Chaka Khan.
- "G.O.M.D." incorpora uma parte de " Get Low", escrita por  Deongelo Holmes,  Eric Jackson e Jonathan Smith, e interpretada por Lil Jon & the East Side Boyz com Ying Yang Twins; e uma amostra de "Berta, Berta", escrita por Delroy Andrews e interpretada por Branford Marsalis.
- "No Role Modelz" contém uma amostra de "Don't Save Her", escrita por Marvin Whitemon, Paul Beauregard, Jordan Houston, Tenina Stevens, Earl Stevens, Dannell Stevens e Brandt Jones, e interpretada por Project Pat.
- "Apparently" contém uma amostra de "La Morte Dell'ermina", escrita e interpretada por Filippo Trecca; e uma amostra de "CB#5", escrita e interpretada por Carlos Bess.

## Pessoal
Créditos de 2014 Forest Hills Drive adaptado de AllMusic.
- Jermaine Cole – artista principal, produtor
- Mark Pitts – produtor executivo
- Ramon Ibanga, Jr. – produtor
- Anderson Hernández – produtor
- William "Willie B" Brown – produtor
- Pop Wansel – produtor
- Darius Barnes – produtor
- Ronald Gilmore – produção adicional, baixo, teclados, produtor
- Prova J – produtor
- Juro "Mez" Davis – engenheiro, mixagem
- Nate Jones – baixo
- David Linaburg – guitarra
- Nate Alford – engenheiro
- Travis Antoine – trompete
- Anthony Blasko – fotografia
- Felton Brown – direção de arte, design gráfico
- James Casey – saxofone
- Chargaux – cordas
- Jeremy Cimino – engenheiro assistente
- Damone Coleman – amostragem
- T.S. Rose Desandies – vocais (fundo)
- DJ Dahi – batidas
- Dreamville Records – produtor executivo
- Kaye Fox – vocais (fundo)
- Jeff Gitelman – guitarra
- Justin Thomas Kay – direção de arte, design gráfico
- Sean Kellett – engenheiro assistente
- Raphael Lee – engenheiro de cordas
- Nuno Malo – cordas
- Jack Mason – engenheiro de trompas
- Carl McCormick – instrumentação
- Nervous Reck – amostragem
- Calvin Price – instrumentação
- Yolanda Renee – vocais (fundo)
- Roc Nation – produtor executivo
- James Rodgers – trombone (baixo)
- Adam Rodney – diretor criativo
- Team Titans – produção adicional
- Andre "Dré Charles" Thomas – produção adicional
- Timothy "Nick Paradise" Thomas – produção adicional

## Desempenho nas tabelas musicais

### Posições
| Tabela musical (2014)                         | Melhor posição |
| --------------------------------------------- | -------------- |
| Austrália - ARIA Albums Chart                 | 40             |
| Canadá - Canadian Albums                      | 3              |
| Estados Unidos - Billboard 200                | 1              |
| Estados Unidos - Billboard R&B/Hip-Hop Albums | 1              |
| Nova Zelândia - NZ Top 40 Albums              | 25             |
| Reino Unido - UK Albums Chart                 | 33             |
| Reino Unido - UK R&B Albums Chart             | 1              |
| Suécia - Sverigetopplistan                    | 56             |